# Yōhei Nakada
Yōhei Nakada (中田 洋平 Nakada Yōhei?, nacido el 11 de noviembre de 1983 en Kōbe, Hyōgo) es un exfutbolista japonés. Jugaba de defensa y su último club fue el Toyama Shinjo Club de Japón.

## Trayectoria

### Clubes
| Club               | País  | Año         |
| ------------------ | ----- | ----------- |
| Kataller Toyama    | Japón | 2006 - 2010 |
| Toyama Shinjo Club | Japón | 2011        |